# شعبة (حزم العدين)
شعبة هي إحدى قرى عزلة يريس بمديرية حزم العدين التابعة لمحافظة إب، بلغ تعداد سكانها 62 نسمة حسب تعداد اليمن لعام 2004.